# 拉蒙·普埃尔塔
费德里科·拉蒙·普埃尔塔(Federico Ramón Puerta) (生于1951年9月9日)阿根廷政治人物，在2001年阿根廷經濟危機期間，曾以阿根廷參議院議長身份代為執行阿根廷总统的行政權力。普埃尔塔的任期为48小时。

## 生平
普埃尔塔生于米西奥内斯省的阿波斯托莱斯(Apóstoles)，就读于阿根廷天主教大学(Universidad Católica Argentina)，获土木工程师学位。1991年当选米西奥内斯省省长，1995年连任到1999年。
2001年12月22日阿根廷严重的经济、政治危机导致全国性的骚乱，德拉鲁阿总统无力控制局面而辞职，阿根廷宪法规定，总统辞职将由副总统代理总统职务。但阿根廷副总统卡洛斯·阿尔瓦雷斯已于去年辞职，副总统职位空缺。这样将由参议院议长、正义党人拉蒙·普埃尔塔代為執行 阿根廷总统的行政權力。当天，普埃尔塔任命经济学家斯基亚沃尼为新内阁总理，任命正义党议员兰贝托为新经济部长。23日选出圣路易斯省省长罗德里格斯·萨阿为临时总统，普埃尔塔回任参议院议长。12月31日上任仅7天的萨阿宣布辞职，普埃尔塔随后也宣布以健康理由辞去现任参议院议长的职务，进而避免了在10天内第二次代為執行阿根廷总统的行政權力。
2003年普埃尔塔竞选米西奥内斯省省长，但输给卡洛斯·罗维拉（CARLOS ROVIRA，正义党），2005年他从参议员位子上退休。普埃尔塔未婚，有两个孩子。